# Franska dragonregementet
Franska dragonregementet, eller Grenadjärerna till häst, var ett tidigare svenskt dragonregemente.

## Historia
Förbandet blev uppsatt 1706 och var ett främlingsregemente som bestod av 600 dragoner. Dragonerna var fransmän tillfångatagna vid Fraustadt. Regementet blev kvarlämnat i Polen under befäl av E D von Krassow vid Första Bremiska dragonregementet. Vid reträtten mot Pommern 1709 blev regementet upplöst. En del gick i polsk tjänst hos Stanislaus och en del sökte sig till Karl XII i Demotika för att senare ingå i (polska) Dniestriska dragonregementet.

## Förbandschefer
- 1707–1707: G. Zülich